# Obererbach (bei Montabaur)
Obererbach ist eine Ortsgemeinde im Westerwaldkreis in Rheinland-Pfalz. Sie gehört der Verbandsgemeinde Wallmerod an.

## Geographische Lage
Obererbach liegt im Süden des Mittelgebirges Westerwald am Übergang der naturräumlichen Haupteinheitengruppe Westerwald im Norden und Westen zur östlich in Hessen befindlichen naturräumlichen Haupteinheit Limburger Becken. Es befindet sich 9,6 km östlich von Montabaur, 5,7 Kilometer westlich von Hadamar und 9,2 Kilometer (jeweils Luftlinie) nordwestlich von Limburg an der Lahn. Direkt südwestlich vorbei fließt der Erbach. Wenige Kilometer entfernt liegen im Südwesten der Naturpark Nassau und im Osten der Naturpark Taunus. Südsüdöstliches Nachbardorf ist Niedererbach.

## Geschichte
Obererbach wurde im Jahre 1290 als Erlebach erstmals urkundlich erwähnt.
Kirchlich ist der Ort traditionell Hundsangen zugeordnet. Eine gewisse Selbstständigkeit wurde mit der Erhebung der Kirche St. Johannes Baptista zur Filiale im Jahr 1883 erreicht.
1525 wird erstmals eine Mühle am Ort erwähnt.
Kulturdenkmäler
→ siehe Liste der Kulturdenkmäler in Obererbach (bei Montabaur)

## Politik

### Bürgermeister
Martin Schönfeld wurde am 25. Juni 2019 Ortsbürgermeister von Obererbach. Bei der Direktwahl am 26. Mai 2019 war er mit einem Stimmenanteil von 52,51 % für fünf Jahre gewählt worden. Er wurde im Juni 2024 wiedergewählt.
Schönfelds Vorgänger Reinhard Krämer war nach 18 Jahren im Amt nicht erneut angetreten.

### Wappen
| Wappen von Obererbach | Blasonierung: „Durch Wellenschnitt schräg (rechts) von Rot und Silber geteilt. Oben sieben in unregelmäßiger Höhe zusammenstehende sechseckige silberne Basaltsäulen. Unten ein zweiblättriger roter Erlenzweig mit zwei rechts stehenden roten Fruchtständen.“ |
| Wappen von Obererbach | |

## Wirtschaft und Infrastruktur

### Verkehr

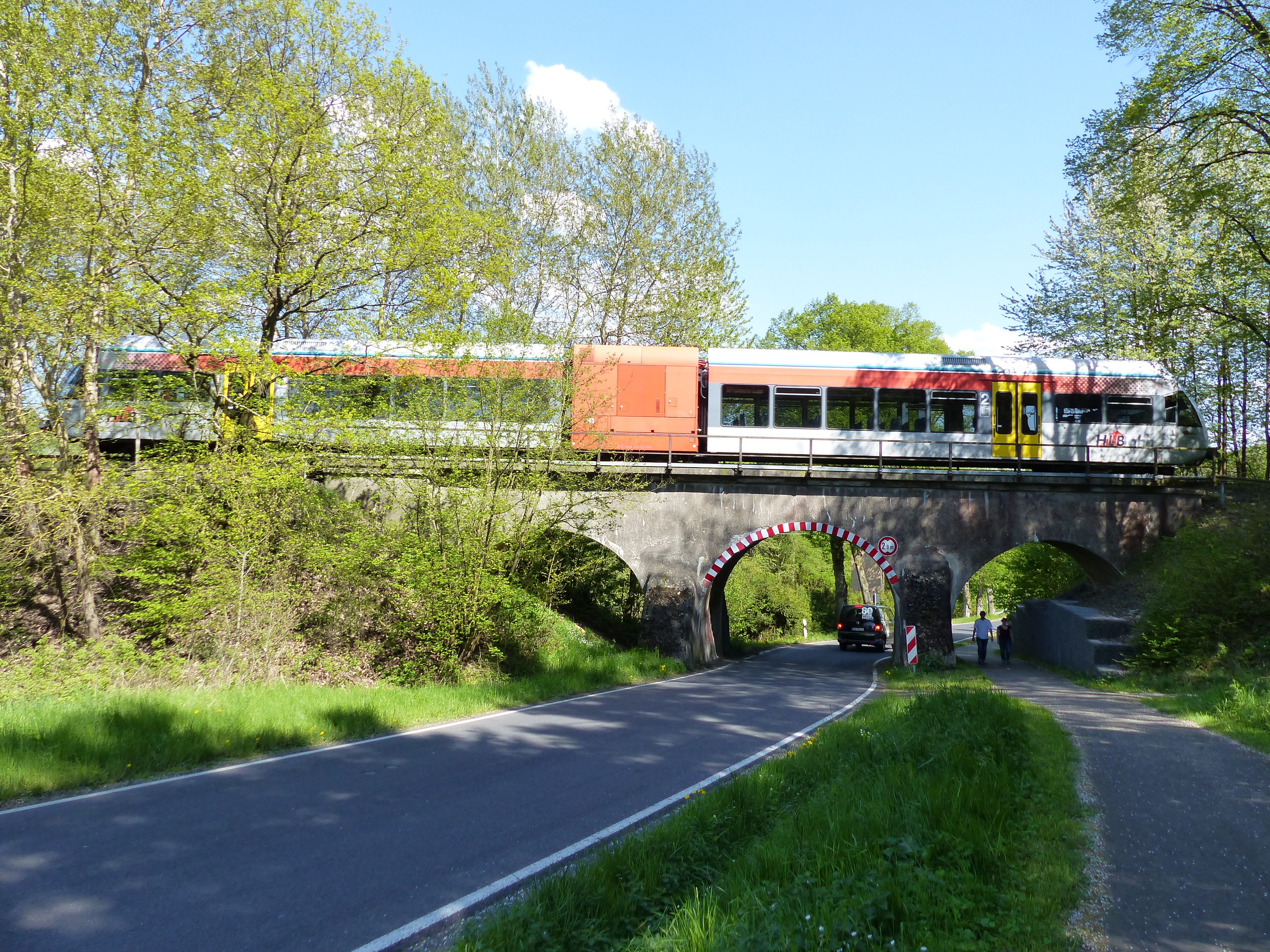
Regionalbahn der HLB passiert Obererbach auf der RB29 (Unterwesterwaldbahn)

Direkt durch den Ort verläuft die Kreisstraße K 160, die in Malmeneich auf die Bundesstraße 8 führt.
Die Bahnstrecke Unterwesterwaldbahn von Limburg nach Siershahn liegt auch im Gebiet von Obererbach, jedoch existiert kein Anschluss an den Bahnverkehr, jedoch am naheliegenden Haltepunkt Dreikirchen sowie am Bahnhof Steinefrenz.
Die nächste Autobahnanschlussstelle ist Montabaur an der A 3 (Köln–Frankfurt am Main), etwa sieben Kilometer entfernt. Der nächstgelegene ICE-Halt ist der Bahnhof Montabaur an der Schnellfahrstrecke Köln–Rhein/Main.